# Neptunea despecta
Neptunea despecta là một loài ốc biển lớn, là động vật thân mềm chân bụng sống ở biển trong họ Buccinidae.

## Hình ảnh

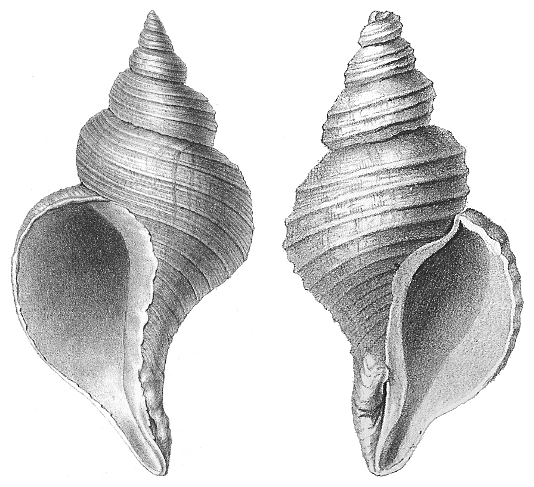
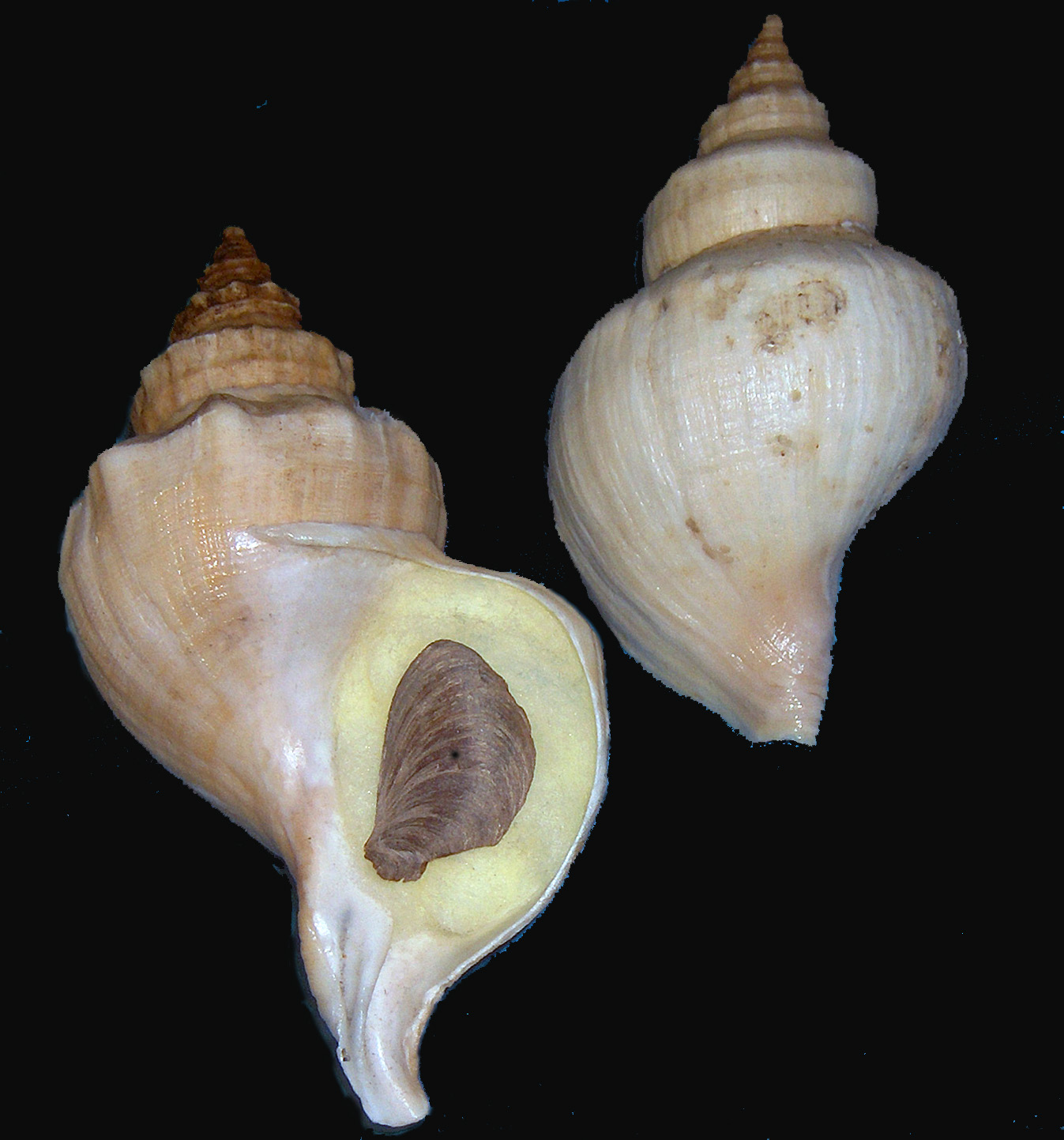
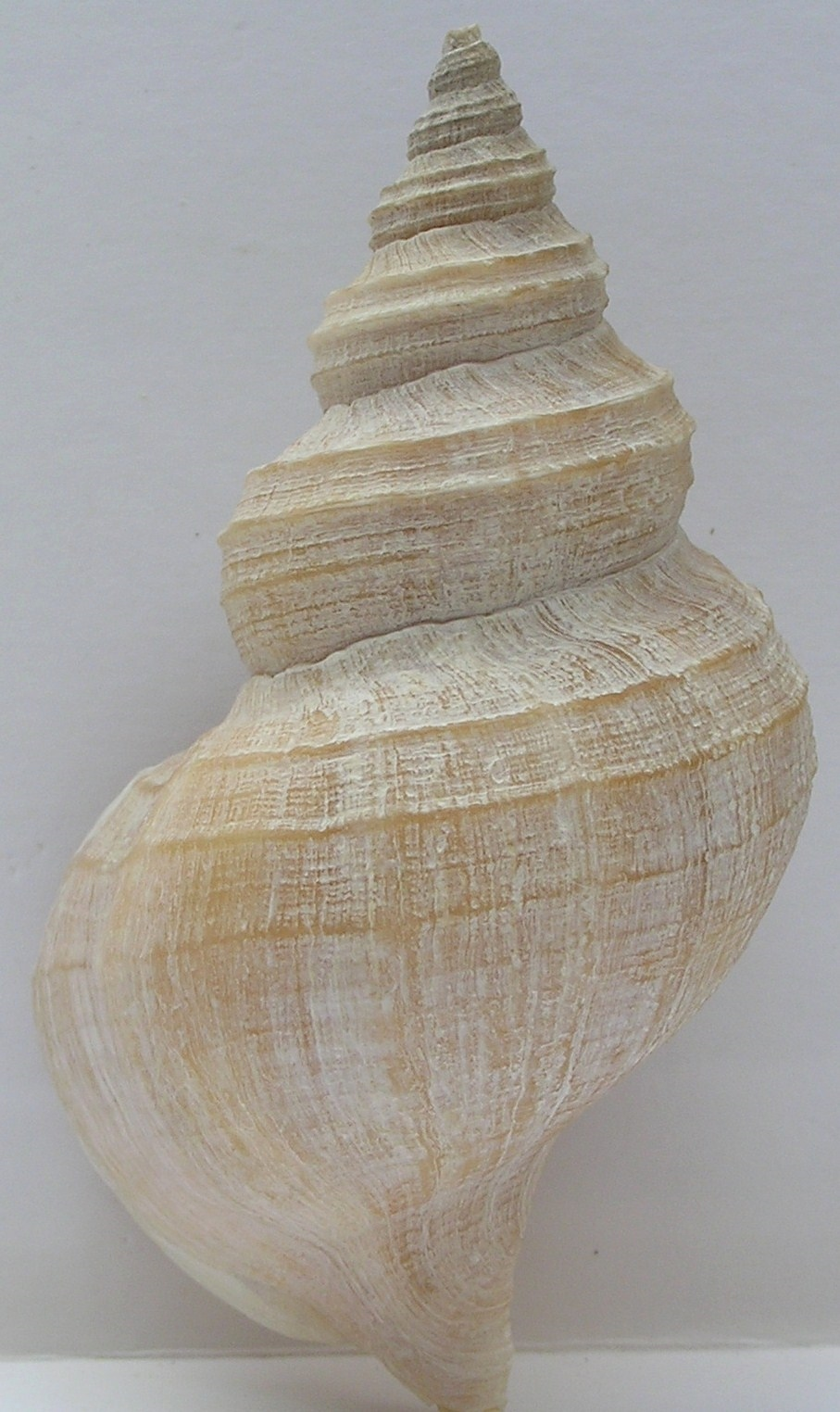